# Claire Tillekaerts
Claire Marie Tillekaerts (Gent, 16 februari 1957) is een Belgisch bestuurder. Van 2012 tot 2022 was ze gedelegeerd bestuurder van het Vlaamse agentschap Flanders Investment and Trade en sinds 2020 is ze voorzitter van de regentraad van de Nationale Bank van België.

## Levensloop

### Carrière
Claire Tillekaerts studeerde rechten aan de Rijksuniversiteit Gent (1980) en behaalde een postuniversitair diploma management. In haar studentenjaren was ze lid van het Liberaal Vlaams Studentenverbond en geraakte ze bevriend met politicus Rudy Van Quaquebeke en filosoof Dirk Verhofstadt, die later ook bestuurder werd van het door haar opgerichte Fonds Aurore Ruyffelaere. Vanaf 1980 was ze advocaat aan de balie te Gent. Van 1984 tot 1990 was ze assistent aan de RUG. Van 2001 tot 2006 was Tillekaerts diensthoofd-coördinator van de juridische dienst van de Hogeschool Gent en bestuurslid van Sovoreg, de toenmalige dienst studentenvoorzieningen van de Hogeschool Gent.
In 2006 werd ze algemeen directeur van Flanders Investment and Trade, het Vlaams Agentschap voor Internationaal Ondernemen. In mei 2012 werd ze er gedelegeerd bestuurder, nadat ze in augustus 2011 reeds waarnemend gedelegeerd bestuurder werd na het overlijden van Koen Allaert. Op 1 juli 2022 volgde Joy Donné haar in deze functie op.
Verder is Tillekaerts lid van de raden van bestuur van het Agentschap voor Buitenlandse Handel, De Warande, het Vlaams Huis in New York, CIFAL Flanders, Credendo, het Belgian National Orchestra (sinds 2021), de Orsi Academy (sinds 2021) en imec (sinds 2023). Verder is ze voorzitster van het Film Fest Gent (sinds 2014), lid van het beheerscomité van BelExpo en lid van de adviesraad van ScaleHealth Belgium. In mei 2020 werd ze in opvolging van gouverneur Pierre Wunsch voorzitter van de regentraad van de Nationale Bank van België, nadat ze eerder van mei 2017 tot mei 2020 lid van het college van censoren was. Sinds 2022 is ze ook bestuurder van Proximus.
Verstreken mandaten omvatten onder meer lidmaatschappen in de raden van bestuur van Flanders DC (2012-2018), het Vlaams-Europees Verbindingsagentschap (2017-2023), Jobpunt Vlaanderen, de Nederlands-Vlaamse Accreditatieorganisatie, het Vlaams Audiovisueel Fonds, de stichting Vlamingen in de Wereld, het Concertgebouw Brugge en de Universiteit Gent (2018-2022).
In mei 2016 was Tillekaerts te gast in het Canvas-programma Alleen Elvis blijft bestaan en in 2019 leverde ze een bijdrage aan het boek Beroemde Feministes. De strijd voor vrouwenrechten van Dirk Verhofstadt.
In 2025 werd ze in de Belgische adel opgenomen met de titel van barones.

### Privé
Tillekaerts is de partner van componist en dirigent ridder Dirk Brossé. Ze heeft twee dochters uit vorige relaties. Haar dochter Aurore werd in juli 2013 vermoord tijdens de Gentse Feesten. In mei 2016 werd het Fonds Aurore Ruyffelaere opgericht, dat door de Koning Boudewijnstichting wordt beheerd.